# Limnophora trapezigera
Limnophora trapezigera este o specie de muște din genul Limnophora, familia Muscidae, descrisă de Willi Hennig în anul 1952. Conform Catalogue of Life specia Limnophora trapezigera nu are subspecii cunoscute.